# Волков, Алексей Владимирович (музыкант)
Алексе́й Влади́мирович Во́лков (р. 25 декабря 1959) — советский и российский саксофонист и музыкальный педагог, Президент гильдии саксофонистов России, солист оркестра Большого театра, преподаватель музыкального колледжа при Московской консерватории, заведующий кафедры «Духовые и ударные инструменты» ГМПИ им. Ипполитова-Иванова. Среди учеников Волкова — лауреаты всероссийских и международных конкурсов.
Заслуженный артист Российской Федерации (2001).